# 유이 (일본 문화)
유이(일본어: 結, 일본어: 結い)는 일본에서 주로 작은 마을이나 자치 단위의 협업 제도를 가리킨다. 혼자서 하기에는 막대한 비용과 기간, 노동력이 필요한 작업을 마을 주민들이 전부 모여 서로 돕고 협력하는 상호부조 정신으로 이루어지는 일이다.
유이는 정확히 노동력을 대등하게 교환해 모내기, 벼베기 등 농사나 주거 등 생활을 유지하기 위한 공동작업을 하는 것, 또는 이를 위한 상호부조조직을 뜻한다. 특히 사회기반 유지에 관련된 것을 자복청(自普請)이라고 하며 노동력, 자재, 자금 등을 서로 지원하는 상호부조 활동 전체를 의미한다. 지연에 기반한 "이웃 간의 친목"이라고 할 수도 있으며 예로부터 "넉넉한 친목"이나 이웃집의 결연의 일종이라 가리킨다. 또한 넓은 의미에서 근대 이전의 일본의 무진이나 의용소방대도 자금과 재해 대비에 관련된 일종의 유이라고 부를 수 있다.

## 일본에서의 유이
유이는 모내기, 지붕 얹기 등 한꺼번에 많은 노동력이 필요할 때 이루어지는 공동노동의 형태이며 모야이(일본어: 催合)라고 부르기도 하지만 모야이는 "같이 있는 사람과 함께 일하는 것 또는 같이 가진 것"이라는 의미지만 유이는 "같이 있진 않지만 서로와의 약속에 따라 함께 일하는 것"으로 역사적으로 가마쿠라 시대에 이미 《유히모야토하데, 사나에토리텐》(일본어: ゆひもやとはで、早苗とりてん)라는 노래가 발견되는 것으로 보아 중세 또는 그 이전으로 거슬러 올라가는 민간 풍습으로 추정된다. 여기서 "야토"(ふ)란 "이에토"(家問う (ふ))이 원어로 추정되며 부탁할 집을 돌아다니며 노동력 공유를 제안하고, 그로 인해 도움을 받으면 자신의 집도 그에 따라 상호부조적으로 돌려준다는 전제로 서로서로 노동력을 공유하는 민간의 풍습이다. 이에 반해 모야이에서는 서로에게 노동력을 빌려주고 갚는다는 관념이 존재하지 않는다.

### 북이즈미 지방
과거 일본 나가노현 오마치시, 아즈미노 지방 북부 일대에는 지형적인 문제 때문에 마을의 집들이 서로 인접해 있어 한 집에 화재가 발생하면 마을 전체가 불에 타는 상황을 자주 겪었다. 이 때문에 마을마다 서로 다른 건축 부재(대들보, 기둥, 가구 등)을 미리 비축해 두었다가 화재가 난 집을 재건할 때 날짜를 정하고 인부와 자재를 전부 가져와 2~3일 안에 집 한 채를 짓는 대규모 결속이 이루어졌다.

## 일본 외 동양에서

### 대만 및 인도네시아
대만일치기 시기 대만에서는 도나리구미가 도입되었다. 또한 인도네시아에서도 비슷한 도나리구미가 도입된 역사가 있으며, 제2차 세계 대전 이후에도 인도네시아 정부가 이 제도를 계속 유지했다.

### 조선
과거 동아시아에서도 일본의 유이와 같은 제도와 유사한 상호부조 제도가 있었다. 대표적으로 조선에는 품앗이나 두레 같은 상호부조하는 민간의 문화가 존재했다. 품앗이는 비교적 소규모의 개인적 관계에 따른 부조인 반면, 두레는 마을의 거의 모든 성인 집단을 대상으로 조직된다는 점이 다르다. 품앗이와 두레라는 제도는 일제강점기 이후에도 남아 제2차 세계 대전 시기까지 일정 부분 존재했지만 농촌의 근대화 이후 거의 사라졌다.
두레의 기원은 학자에 따라 큰 차이가 있지만 일반적으로는 고대 씨족 공동체로부터 유래된다. 삼국 시대부터 한반도는 벼농사를 했는데 농사를 목적으로 사람들이 모여 공동으로 경작하기 시작한 것이 두레의 기원이다. 일종의 유이와 비슷하게 일종의 마을 단위 상호부조 형태이다.

## 같이 보기
- 복청
- 상호부조
- 호혜
- 무라하치부
- 도나리구미
- 지연
- 총촌
- 모합 (계)
- 입회지
- 사토야마
- 공유물 (Commons)
- 지역
  - 지역 공동체
- 기즈나
- 공의존
- 공공

## 참고 문헌
- 高井潔 (2006). 《日本の民家 美と伝統》. 別冊太陽. 平凡社. 120–121쪽. ISBN 4-582-94495-7.
- 池澤夏樹, 편집. (2003). 《オキナワなんでも辞典》. 新潮文庫. 新潮社. 395–396쪽. ISBN 4-10-131819-0.
- 和歌森太郎「ゆい」日本歴史大辞典編集委員会編集『日本歴史大辞典 第9巻』河出書房新社、1979年、420-421頁